# Tomo Matić
Tomo Matić (Bród, 1874. július 12. – Zágráb, 1968. december 21.), horvát író, kultúrtörténész, filológus, a Horvát Tudományos és Művészeti Akadémia elnöke.

## Élete
Bécsben végezte szlavisztikai és romanisztikai tanulmányait, és ott doktorált 1896-ban. 1904-től 1918-ig a „Liste državnih zakona” című horvát kiadvány szerkesztője volt Bécsben. Később középiskolai tanárként és igazgatóként dolgozott Splitben, Eszéken és Zágrábban. 1932-ben Eszékről, a kereskedelmi akadémia igazgatói posztjáról saját kérésére vonult nyugdíjba és Zágrábba költözött. 1942-től 1945-ig a Horvát Tudományos és Művészeti Akadémia elnöke volt.
A háború utáni megújulás után a Jugoszláv Tudományos és Művészeti Akadémiának már nem volt tagja. A nevét törölték az akadémia tagjainak és tisztségviselőinek névsoraiból, az 1967-es és 1968-as akadémiai évkönyvekben már említés sincs haláláról. Neve csak az akadémia fennállásának 125. évfordulóján (1991) került fel újra az Akadémia tagjainak és tisztségviselőinek névsorára, ezzel helyreállítva a vele szembeni igazságtalanságot. 1998-ban került megrendezésre a Horvát Tudományos Akadémia szervezésében az a tudományos értekezlet, melyen az ország minden részéről gyűltek össze különböző tudományágak tudósai azzal a céllal, hogy tanulmányozzák és méltassák Matić hatalmas tudományos munkásságát.

## Munkássága
Tanulmányozta a régi horvát irodalmat, a 18. századi szlavóniai irodalmat, valamint a horvát oktatás és színház fejlődését. A régi horvát irodalom témakörében több monográfiát és tanulmányt publikált. Jelentősen hozzájárult a horvát nyelv, különösen a lexikográfia tanulmányozásához, és különösen kiemelkedő filológiai és szövegtani munkával foglalkozott régi horvát írók szövegeinek kritikai kiadásaiban.

## Kiadott művei
- Hrvatski književnici mletačke Dalmacije i život njihova doba (1925. – 27.)
- Prosvjetni i književni rad u Slavoniji prije Preporoda (1945.)
- Slavonsko selo u djelima hrvatskih pisaca potkraj osamnaestoga vijeka (1962.)

## Fordítás
Ez a szócikk részben vagy egészben  a   Tomo Matić című horvát Wikipédia-szócikk ezen változatának fordításán alapul.  Az eredeti cikk szerkesztőit annak laptörténete sorolja fel. Ez a jelzés csupán a megfogalmazás eredetét és a szerzői jogokat jelzi, nem szolgál a cikkben szereplő információk forrásmegjelöléseként.